# Chiesa di Santa Maria Madre del Redentore
La chiesa di Santa Maria Madre del Redentore è una chiesa di Roma, nella zona di Tor Bella Monaca, in viale Duilio Cambellotti nel  Municipio VI.

## Storia
Fu progettata dall'architetto Pierluigi Spadolini, con copertura dell'ingegnere Riccardo Morandi, e fu edificata tra il 1985 e il 1987. La chiesa è stata costruita dall'Impresa Dioguardi S.p.A. di Bari.
La chiesa è sede parrocchiale, eretta con decreto del cardinale vicario Ugo Poletti il 1º ottobre 1985. Dal 1988 è sede del titolo cardinalizio di “Santa Maria Madre del Redentore a Tor Bella Monaca”.

## Arte e architettura
Esternamente la chiesa si presenta come una tenda con una base molto larga che si innalza verso il cielo restringendosi sempre più, fino a trasformarsi in due pinnacoli che puntano verso l'alto. Dal punto di vista teologico essa rappresenta il luogo della comunità cristiana che accoglie la moltitudine dei fedeli, che con una sola voce innalzano a Dio le loro preghiere, raffigurate dai due slanciati pinnacoli, stilizzazione di due mani giunte in preghiera. Un particolare accorgimento tecnico fa in modo che i due pinnacoli tracciano, verso la loro sommità, una croce, visibile solo alla luce del sole che la attraversa. Un ampio spazio antistante fa da ingresso all'edificio sacro.

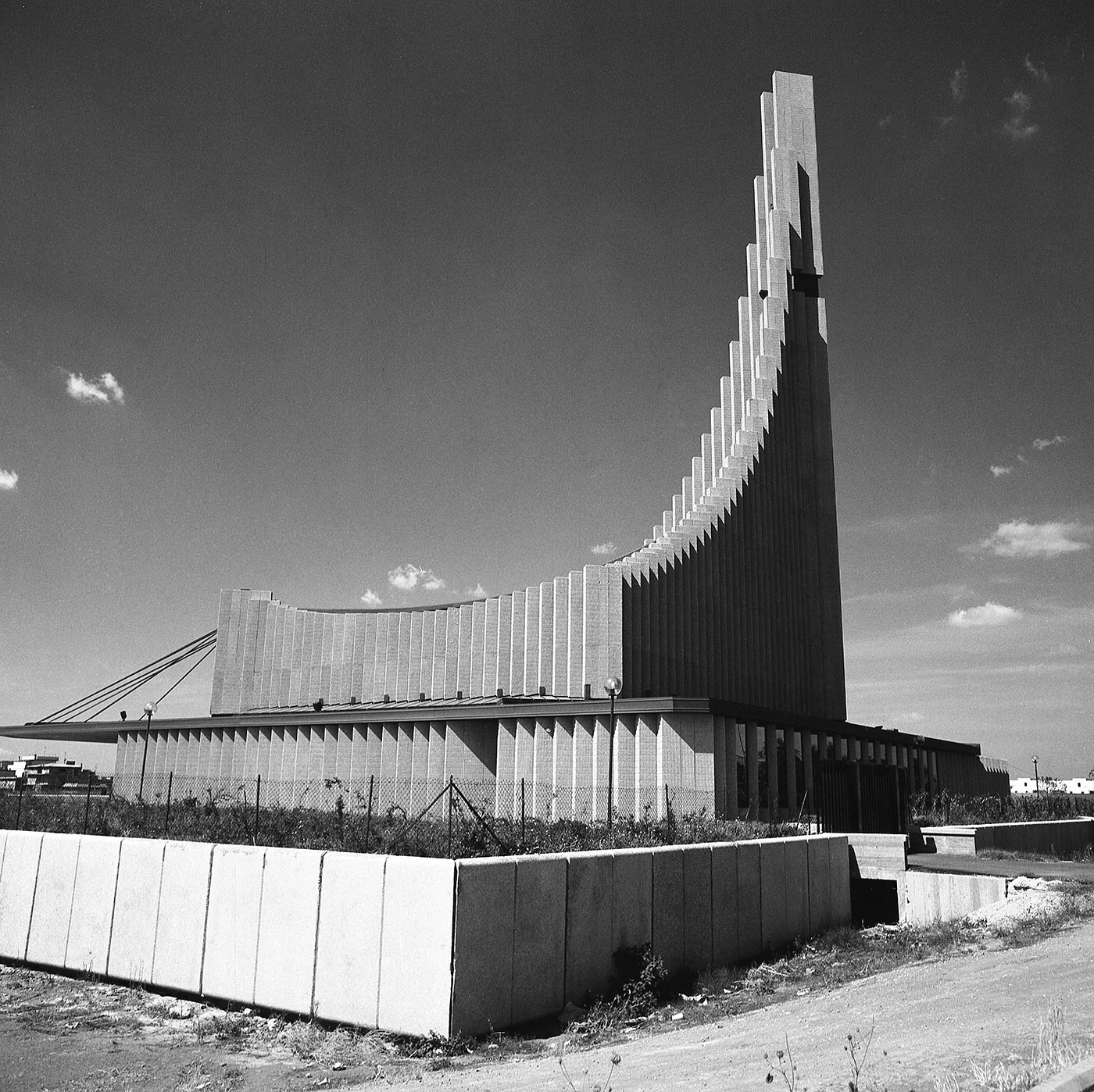
La chiesa di Santa Maria del Redentore in costruzione (1988)

L'interno della chiesa è dominato dall'imponente croce di 15 metri d'altezza, che è posta dietro il presbiterio, ed è illuminata dalla luce che scende dall'alto. Riprendendo un'antica simbologia, la croce non è rappresentata da due legni incrociati, ma da un albero stilizzato; inoltre il crocifisso non è raffigurato morto o agonizzante, ma, come nell'antica iconografia orientale, esso è raffigurato come un re vivo, assiso sulla croce come fosse un trono. Secondo il racconto evangelico ai piedi della croce stavano Maria e Giovanni; lo scultore Mario Ceroli ha voluto rappresentare questi due personaggi con le sembianze di Giovanni Paolo II e Madre Teresa di Calcutta: infatti la figura maschile ha uno zucchetto in testa, e tra le mani tiene un testo in cui è leggibile il titolo Sollicitudo Rei Socialis; la figura femminile invece indossa un sari.
Ricchi di simbologia sono pure:
- l'altare, a forma di navicella per richiamare l'immagine della nave della chiesa che naviga nel mare della storia;
- l'ambone, luogo dell'annuncio della parola di Dio che prevale sulle parole umane, raffigurate dalle colonne, tutte diverse fra loro, che lo compongono;
- il fonte battesimale, una vera e propria fontana, la cui acqua zampilla da un globo posto al centro e composto di intarsi marmorei policromi, ad indicare che tutti sono chiamati alla fede in Cristo, pur nella varietà delle culture;
- il tabernacolo a forma di tempietto, sulla cui porta è raffigurato il Cristo che porge dei pani e ai lati figure di angeli e di uomini.[1]